# 布瓦塞圣母村
布瓦塞圣母村（法語：Notre-Dame-de-Boisset，法語發音：[nɔtʁ dam də bwasɛ]）是法国卢瓦尔省的一个市镇，属于罗阿讷区。 

## 地理
布瓦塞圣母村（45°59'39"N, 4°7'45"E）面积9.1 平方千米，位于法国奥弗涅-罗讷-阿尔卑斯大区卢瓦尔省，该省份为法国中南部省份，北起顺时针与索恩-卢瓦尔省、罗讷省、伊泽尔省、阿尔代什省、上盧瓦爾省、多姆山省和阿列省接壤。
与布瓦塞圣母村接壤的市镇（或旧市镇、城区）包括：佩勒、诺镇、帕里尼、普拉迪讷、圣西尔德法维耶尔、圣樊尚德布瓦塞。

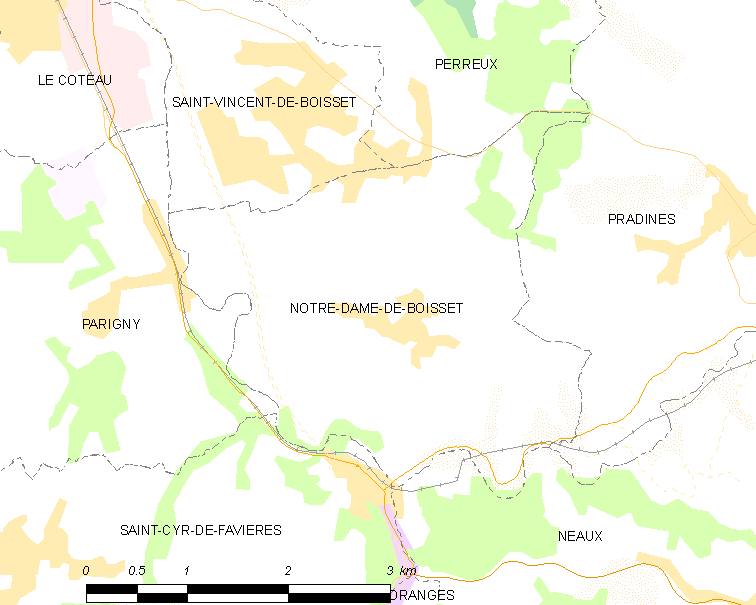
布瓦塞圣母村的OSM定位图

布瓦塞圣母村的时区为UTC+01:00、UTC+02:00（夏令时）。

## 行政
布瓦塞圣母村的邮政编码为42120，INSEE市镇编码为42161。

## 政治
布瓦塞圣母村所属的省级选区为勒科托县。

## 人口

1962-2008年间布瓦塞圣母村人口变化图示

布瓦塞圣母村于2022年1月1日时的人口数量为573人。